# 长港镇
长港镇，是中华人民共和国湖北省鄂州市鄂城区下辖的一个乡镇级行政单位。

## 行政区划
长港镇下辖以下地区：
长港社区、东沟村、高沟村、夏沟村、峒山村和滨港村。